# إدفارد أوتو هامبرو
إدفارد أوتو هامبرو (بالنرويجية البوكمول: Edvard Hambro)‏ هو فقيه لغة نرويجي، ولد في 3 يوليو 1847، وتوفي في 29 أغسطس 1909.